# Ерколе Бентивольо (поет)
Вижте пояснителната страница за други личности с името Ерколе Бентивольо.
Ерколе Бентивольо (на италиански: Ercole Bentivoglio; * 1507, Мантуа, Маркграфство Мантуа; † 6 ноември 1573, Венеция, Венецианска република) от фамилията Бентивольо е италиански поет и драматург.

## Произход
Той е вторият син на Анибале II Бентивольо (* 1466, † 1540), господар на Болоня (1511 – 1512), и на Лукреция д'Есте, извънбрачна дъщеря на Ерколе I д’Есте, херцог на Ферара. Има шест братя и шест сестри:
- Констанцо (* 1502, † 1542), съпруг на Констанца Елена Рангони
- Алфонсо (* 1490), рицар
- Корнелий
- Феранте
- Лукреция, монахиня
- Емилия (Камила) (* 1480, † 1529), съпруга на Пиро Гонзага, кондотиер
- Ермес
- Беатриче
- Бианка
- Луижди
- Маура, монахиня
- Джиневра, съпруга на Гуидо да Кореджо и на Констанцо Висторини

Има и един природен брат от извънбрачна връзка на баща си.

## Биография
Ерколе е роден в Мантуа през 1507 г. след изгонването на семейство Бентивольо от Болоня през ноември 1506 г. след запрещението над града от папа Юлий II. На 18 август 1507 г. майка му пише от Мантуа на брат си кардинал Иполито д'Есте във Ферара, за да го помоли за гостоприемство за себе си и голямото си семейство и те са добре дошли в града.
Те се завръщат в Болоня през 1511 г., в краткия период, в който си възвръщат господството, завръщайки се във Ферара още на следващата година, след окончателната загуба на контрол над града след френското поражение при Равена. В двора на своя чичо Алфонсо I д'Есте Ерколе се посвещава на изучаването на латинската и простонародната музика и литература, предпочитан от много хуманисти, които го посещават, сред които по това време се откроява Лудовико Ариосто. През 1529 г. той трябва да участва, без никакъв интерес, във военната кампания, насърчавана от Карл V срещу Флорентинската република, на която дори семейство Есте се чувства длъжно да даде войски в подкрепа на имперските.
Връщайки се във Ферара през 1530 г., Ерколе заповядва да публикува във Венеция „Любовен сън“ (Sogno amoroso) – кратка поема в октави, схоластично произведение от дворцов характер, посветено на Пиетро Антонио Ачайоли, канцлер на херцог Алфонсо I д'Есте. По това време започва да работи върху „Сатири“ (Satire), от които очаква най-добро признание, докато други непретенциозни композиции са сонетите, посветени на известната куртизанка Тулия д’Арагона, поетеса и писателка, гостенка на двора на Есте няколко години веднага след смъртта на херцог Алфонсо, наследен от неговия син Ерколе.
През 1539 г. Ерколе се жени за Сиджизмонда Сугана. През 1540 г. губи баща си Анибале. През 1543 г. умира и малката му дъщеря Джулия.
Неговите литературни интереси се засилват благодарение на пътуванията до Венеция, където през 1550 г. е добре дошъл в Академията на поклонниците («Accademia dei Pellegrini»), и до Падуа, докато във Ферара става член на Академията на издигнатите («Accademia degli Elevati») през 1540 г. и впоследствие, през 1554 г. – на „Accadernia dei Filareti“, където става голям приятел на Алберто Лолио.
През 1544 г. публикува първите си комедии във Венеция, и двете в хедекасилични стихове: „Привиденията“ (I fantasmi) – нещо като превод на „Мостелария“ от Плавт и „Ревнивецът“ (Il geloso), представена във Верона през 1549 г. Последната е оригинално произведение, с реалистични герои и ефективен и куртоазен изказ, макар че сюжетът е в съответствие с традицията на комичния театър, с клишетата за съпруга, който ревнува жена си, и за хитрия слуга, който в крайна сметка разсейва недоразуменията, осмивайки господаря. Комедията постига добър успех и все още е известна и ценена през 18 век, като е преведена на френски заедно с „Призраците“.
Ерколе написва друга комедия – „Отшелниците“ (I romiti), и трагедията „Ариана“ (Arianna), цитирана от неговите съвременници Пиетро Аретино и Антон Франческо Дони, но чиито следи, със сигурност известни само в ръкопис, скоро се губят. 
След смъртта на съпругата си, около 1550 г., Бентивольо се премества във Венеция: тук той прекарва остатъка от живота си, посещавайки Академията на поклонниците с Антон Франческо Дони и Франческо Сансовино, с правото, като патриций, потомък на Джовани Бентивольо, да вземе участва в заседанията на Великия съвет на републиката.
От завещанието му, съставено на 30 май 1561 г., се знае за съществуването на четири негови извънбрачни дъщери. Умира на 6 ноември 1573 г. и е погребан във венецианската църква „Свети Стефан“.

### „Сатири“
През 1546 г. във Венеция са публикувани шестте „Сатири“ на Бентивольо, публикувани заедно със стихосбирка в стил „Франческо Берни“. В първата сатира, посветена на Андреа Наполитано, Бентивольо се шегува с онези, които вярват, че любовта. която той определя като "суета". е целта на живота, без да осъзнава, че истинският смисъл на съществуването се намира в това да бъдеш задоволен от простите неща на природата. Във втората. посветена на Пиетро Антонио Ачайоли, възхвалява мира срещу „уродливите жестокости" на войната, която е причинила и все още причинява толкова много нещастия на Италия. Третата сатира, посветена на Антонио Муза, е възхвала на природата, в която се намират най-добрите лекарства за човека, срещу хитростта на професионалните лекари. Четвъртата, посветена на месер Биньоне, осъжда алчността, за разлика от почтения избор да се наслаждаваме на простите удоволствия на живота. В петата сатира, посветена на месер Фламинио, той описва простотата на своето ежедневие, посветен на ученето и посещаването на добри и честни приятели, като Лудовико Ариосто. В последната сатира, посветена на негов брат, той отново приканва да живеем в простота: моделът, следван от Бентивольо във всичките му сатири, очевидно е Хораций.

## Произведения
- I fantasmi, Venezia, Gabriel Giolito de Ferrari 1544
- Il geloso, Venezia, Gabriel Giolito de Ferrari 1544
- „Le Satire et altre rime piacevoli“, Venezia, Gabriel Giolito de Ferrari 1546
- Opere poetiche, Parigi, Francesco Fournier 1719